# Haucourt-Moulaine
Haucourt-Moulaine is een gemeente in het Franse departement Meurthe-et-Moselle (regio Grand Est). De gemeente telde 3.483 inwoners op 1 januari 2022.
De gemeente maakt deel uit van het arrondissement Briey en, tot de gemeente in het begin van 2015 werd toegevoegd aan het kanton Longwy, maakte het deel uit van het Kanton Herserange.

## Geografie
De oppervlakte van Haucourt-Moulaine bedroeg op 1 januari 2022 7,42 vierkante kilometer; de bevolkingsdichtheid was toen 469,4 inwoners per km².

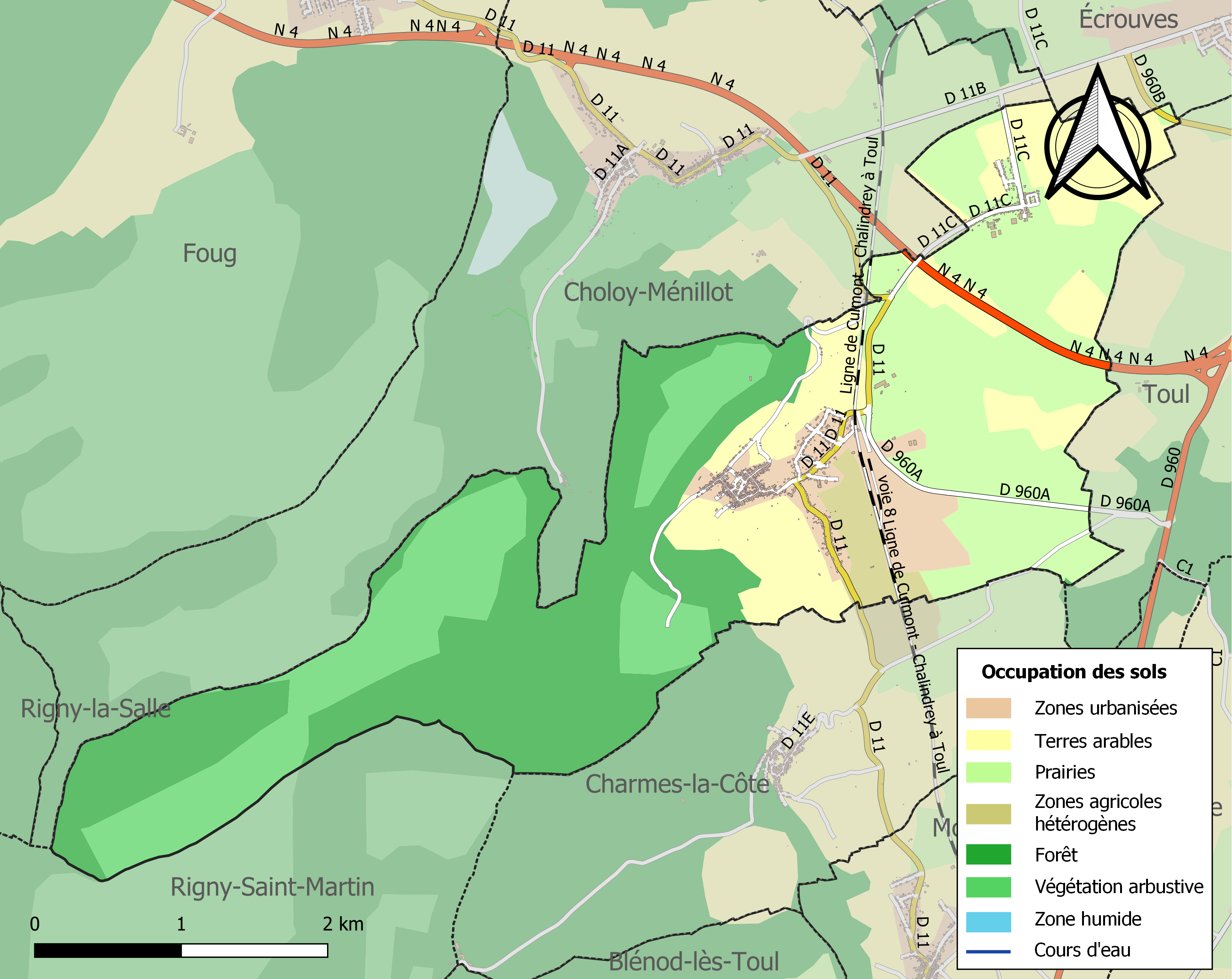
Kaart van de gemeente met de belangrijkste infrastructuur, bodemgebruik en omliggende gemeenten

## Demografie
De figuur toont het verloop van het inwonertal (bron: INSEE-tellingen).